# Janusz Mikuła
Janusz Stanisław Mikuła (ur. 16 września 1957 w Krakowie) – polski urzędnik państwowy, nauczyciel akademicki i samorządowiec, specjalista technologii spawalnictwa, w latach 2006–2009 podsekretarz stanu w Ministerstwie Rozwoju Regionalnego.

## Życiorys

### Wykształcenie i działalność zawodowa
Jest absolwentem Liceum Ogólnokształcącego im. Jana Matejki w Wieliczce. W 1981 ukończył studia na Wydziale Mechanicznym Politechniki Krakowskiej. W 1990 obronił tamże doktorat pt. Pęknięcia zimne w złączach spawanych wykonanych ze stali niklowych do pracy w niskich temperaturach (promotorem był Stanisław Rudnik), a w 2002 uzyskał habilitację na podstawie rozprawy zatytułowanej Analityczne metody oceny spawalności stali. Specjalizuje się w zakresie spawalnictwa.
Od 1981 zatrudniony jako nauczyciel akademicki na Politechnice Krakowskiej, na której doszedł do stanowiska profesora uczelni. Opublikował jako autor i współautor kilkadziesiąt artykułów i prac naukowych. Od 1993 był sekretarzem generalnym, a w latach 1999–2002 prezesem towarzystwa Polski Klub Ekologiczny. Zasiadał w komisjach przy ministrze środowiska i w radzie nadzorczej Narodowego Funduszu Ochrony Środowiska i Gospodarki Wodnej. Był ekspertem Komisji Ochrony Środowiska w III kadencji Sejmu.
Na Politechnice Krakowskiej pełnił funkcję dyrektora Instytutu Inżynierii Materiałowej. W grudniu 2020 został dziekanem Wydziału Inżynierii Materiałowej i Fizyki tej uczelni (na kadencję 2021–2024).

### Działalność polityczna
W 1989 wstąpił do Stronnictwa Demokratycznego. Pełnił funkcję wiceprzewodniczącego partii (1991–1992) oraz prezesa jej Rady Naczelnej (od 1999). Od 1994 do 1997 pełnił mandat radnego Wieliczki z ramienia komitetu „Nasze Miasto, Nasza Gmina”. Bez powodzenia kandydował w 2002 na burmistrza Wieliczki z ramienia stowarzyszenia „Wspólnota Wielicka” (zajmując przedostatnie, 3. miejsce) i w 2018 z listy komitetu „Wspólna Małopolska” do sejmiku małopolskiego.
W sierpniu 2006 powołano go na stanowisko podsekretarza stanu w Ministerstwie Rozwoju Regionalnego. Po utworzeniu nowego rządu w listopadzie 2007 pozostał na tym stanowisku. W styczniu 2009 odszedł z administracji rządowej.